# Charolles
Charolles es una localidad francesa de 3392 habitantes, situada en el departamento de Saona y Loira, en la región de Borgoña. Es la subprefectura (capital) de su distrito.
Fue la ciudad principal del condado de Charolais, y como tal fue parte de la herencia borgoñona del rey y emperador Carlos V. En 1558 vinculará el condado a la herencia de su hijo Felipe II. Se mantuvo bajo la soberanía del rey de España hasta 1684.
Se alza a orillas del río Arconce y en sus proximidades se encuentra el Forêt de Charonne. Su principal vía de comunicación es la carretera N79, que la conecta con Mâcon y Moulins. No dispone de estación de ferrocarril.

## Demografía
| 3204 | 3813 | 3858 | 3392 | 3048 | 3027 |
| Para los censos de 1962 a 1999 la población legal corresponde a la población sin duplicidades (Fuente: INSEE [Consultar]) |      |      |      |      |      |